# Saint-Gingolph
Pour les articles homonymes, voir Saint-Gingolph (homonymie).
Saint-Gingolph (San Zhingueû ou Sent-Gingolf : Gingœlf en francoprovençal ou arpitan) est un village situé sur la frontière franco-suisse sur la rive sud du Léman, à l’embouchure de la Morge qui marque la limite entre les deux pays.

## Administration

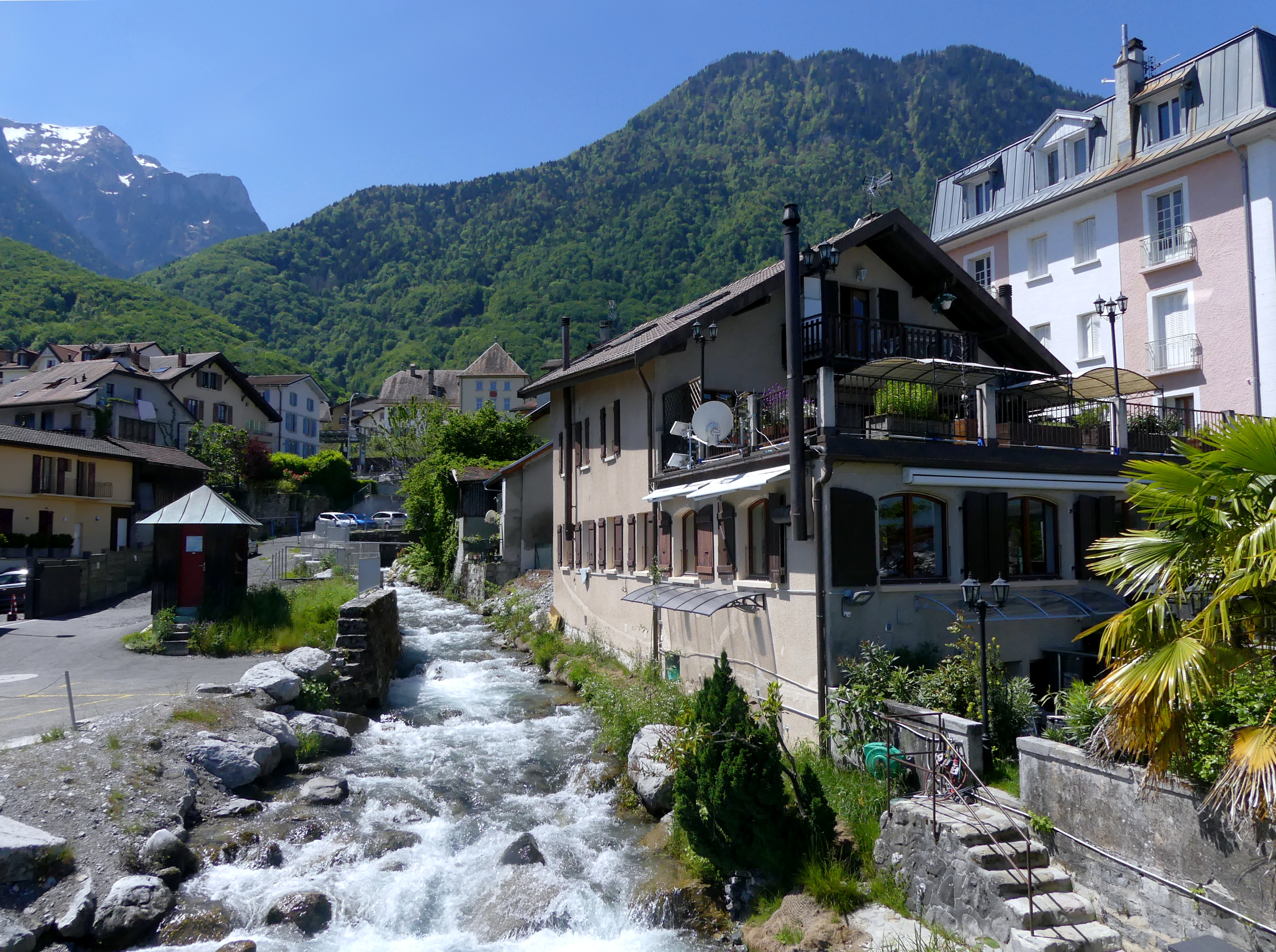
La Morge entre Saint-Gingolph en Suisse (à gauche) et Saint-Gingolph en France (à droite).

Le village étant coupé par la frontière franco-suisse, il constitue deux communes distinctes :
- du côté français, Saint-Gingolph, commune du département de la Haute-Savoie ;
- du côté suisse, Saint-Gingolph, commune du canton du Valais.

## Toponyme
Le toponyme de la commune provient du saint Gangolf d'Avallon,,.
Le village est mentionné en 1153 avec Sancti Gengulfii, puis en 1204 villula Sancti Gingulphi, Sanctus Gingulfus vers 1230, en 1348 Apud Sanctum Gingurphum et Sanctus Gingulphus au milieu du XVe siècle,.
En francoprovençal ou arpitan savoyard, le nom de la commune s'écrit Sant-Gingœlf et se prononce « San Zhingueû » (retranscrit selon la graphie semi-phonétique de Conflans).

## Histoire
Saint-Gingolph aurait été fondé en 755 par un officier de Pépin le Bref, saint Gangolf, connu pour être notamment le saint patron des maris trompés (mais également des gantiers, cordonniers, tanneurs, des chasseurs et veneurs). Selon la légende, il se retira à la même période pour vivre en ermite sur les rives du lac,,.
Il est à noter également l’existence dans les légendes locales d’un saint homonyme[Lequel ?], un soldat faisant partie des martyrs du massacre de la légion thébaine en 286 à Agaune, ville située en Valais, laquelle fut rebaptisée en l’honneur de saint Maurice, qui commandait cette légion.
En 515 : le premier village sur le territoire de Saint-Gingolph est Bresti ( Brêt aujourd'hui). Puis, en l'an 640, à la suite d'un éboulement gigantesque à la hauteur de Bret (actuellement côté français), Saint Romain[Lequel ?] fixe la construction d'une nouvelle église à l'emplacement du bâtiment actuel, et lui donne le nom d'Ecclésia Sant Gendoulfo. Cette appellation de Sant Gendoulfo sera par la suite étendue à l'ensemble du village, pour devenir au fil des siècles l'actuel nom que l'on connaît de nos jours, à savoir Saint-Gingolph.

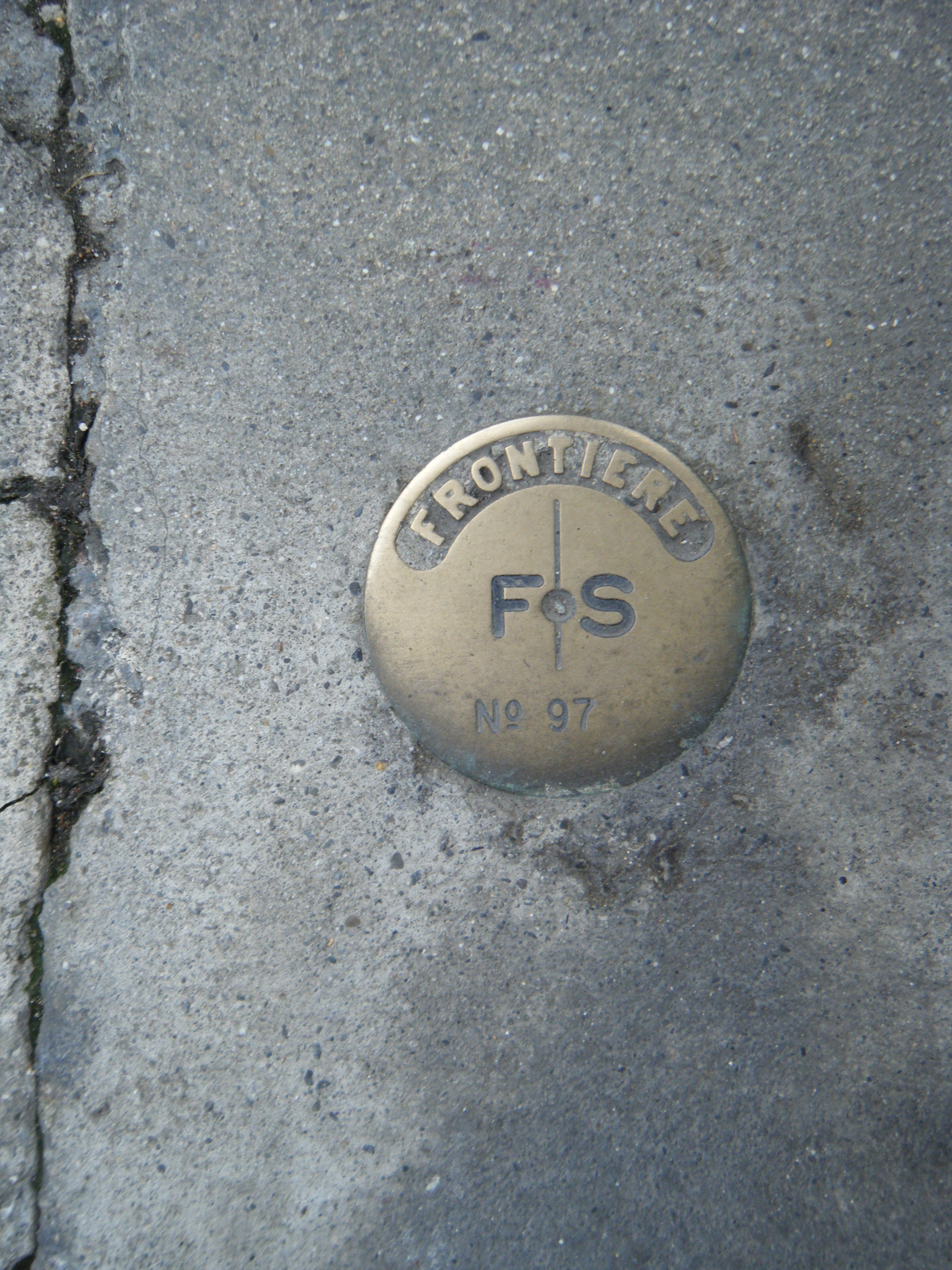
Borne frontière entre la France et la Suisse incrustée dans un trottoir à Saint-Gingolph.

Selon les sources fiscales recueillies par l'abbé Alexis Chaperon, curé de Saint-Jean-d'Aulps, tout semble indiquer que le village se développa d'abord sur la rive occidentale de la Morge, autour de l'église. La présence du pont sur le torrent aurait été la raison de la constitution de cette communauté villageoise.
La paroisse est attachée à l'évêché de Genève, depuis le XIIe siècle, puis à celui d'Annecy, qui lui succède. La première mention de cette église, Sanctus Gengulfus, remonte à 1153 et est dédiée à saint Gangolf. La nouvelle église de Saint-Gingolph se trouve en partie savoyarde ou « sur France » et reste attachée au diocèse savoyard.
En 1536, les Bernois et les Valaisans s'emparèrent du Chablais occidental, alors terre du duché de Savoie. Saint-Gingolph est alors occupé par les Valaisans et la seigneurie reconnut l'autorité des sept dizains. L'abbé d'Abondance y conserva cependant ses droits qu'il céda en 1563 aux Du Nant de Grilly .

### DuXVIeauXIXesiècle
Le traité de Thonon du 4 mars 1569 entre le duc Emmanuel-Philibert de Savoie, d’une part, et l’évêque de Sion et les Sept-Dizains (Valais), d’autre part, fixa la frontière entre la Savoie et le Valais selon le cours de la Morge de Saint-Gingolph, de sorte que le village se retrouva coupé par la frontière,.
La construction du château de Saint-Gingolph, commandée par les Du Nant de Grilly, s'achève en 1577.
Lors des débats sur l'avenir du duché de Savoie, en 1860, la population est sensible à l'idée d'une union de la partie nord du duché à la Suisse. Une pétition circule dans cette partie du pays (Chablais, Faucigny, Nord du Genevois) et réunit plus de 13 600 signatures, dont 167 pour la commune. Le duché est réuni à la suite d'un plébiscite organisé les 22 et 23 avril 1860 où 99,8 % des Savoyards répondent « oui » à la question « La Savoie veut-elle être réunie à la France ? ».

## Réseaux routiers et transports

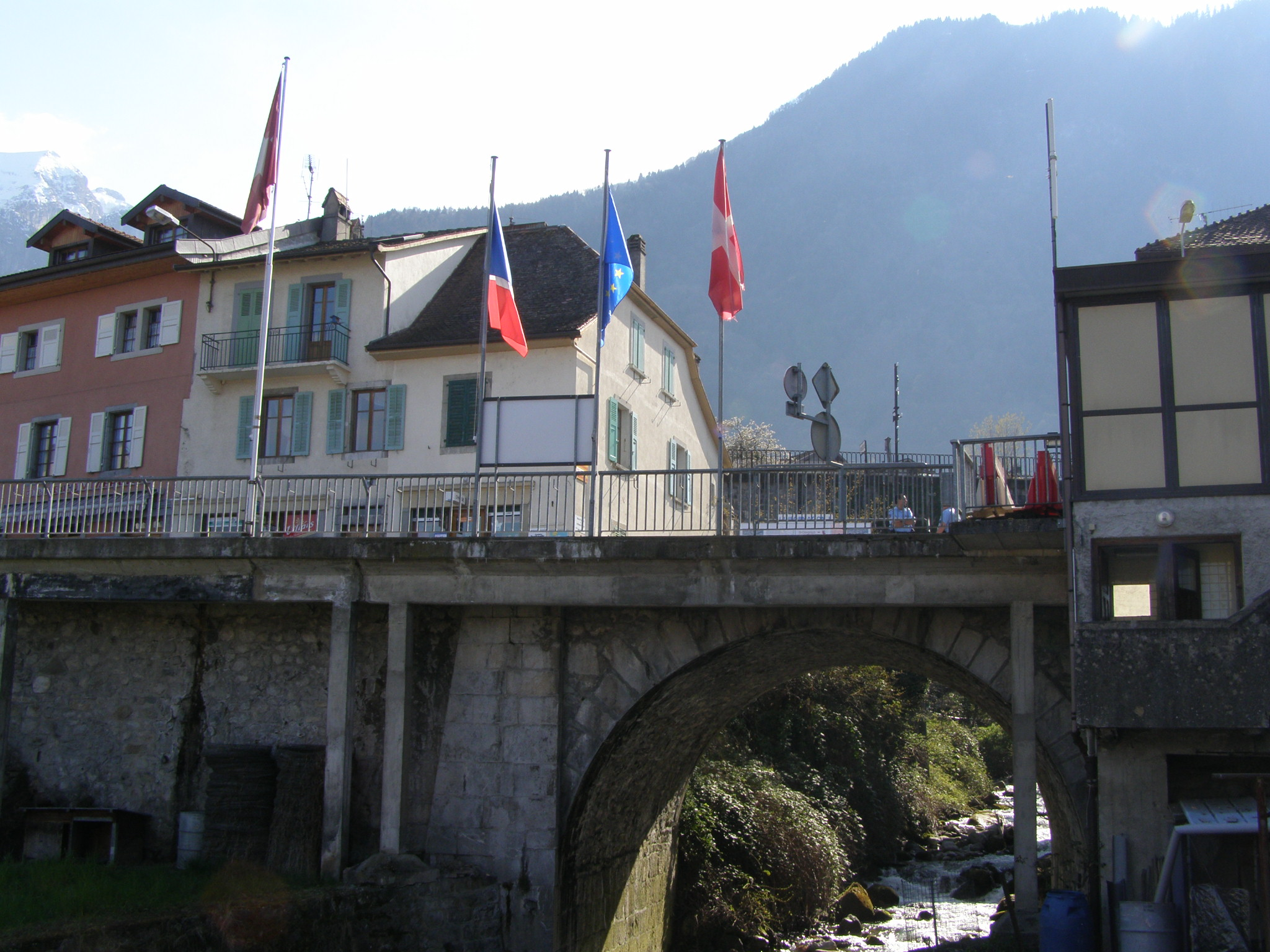
Pont marquant la frontière entre la Suisse (à gauche) et la France (à droite).

### XXesiècle
Les 22 et 23 juillet 1944 se déroule la tragédie de Saint-Gingolph, la partie française est incendiée par les occupants allemands à la suite d'une attaque des maquisards. La majorité de la population se réfugie côté suisse. Six otages sont également fusillés.

## Réseaux routiers et transports publics

### Réseau routier
- la route départementale 1005 (RD 1005), ancienne route nationale 5 déclassée (ex RN 5), depuis Thonon-les-Bains et Évian-les-Bains ;
- la route départementale 30 pour Novel (RD 30) ;
- la route principale 21 (H 21) depuis Monthey ;
- l'A9 (Brigue - Sion - Lausanne - Vallorbe)  est accessible à Villeneuve, à 13 km du village, par la H21 et la H144.

### Transports publics
- Ligne ferroviaire CFF St-Gingolph–Bouveret–Monthey–St-Maurice, cadence à l'heure ;
- Ligne périurbaine 131 (Thonon-les-Bains—Saint-Gingolph) du réseau ÉVA'D ;
- Bus de nuit CarPostal Monthey – Vouvry - St-Gingolph ;
- Ligne lacustre de la CGN Lausanne/Vevey-Saint-Gingolph.

La ligne ferroviaire SNCF Évian-les-Bains - Saint-Gingolph, dite Ligne du Tonkin, est fermée depuis 1998. Un projet de réouverture est en cours, prévoyant la poursuite des trains régionaux valaisans jusqu'à Évian-les-Bains, avec 15 allers-retours par jour.

### Transport aérien
L'aéroport international le plus proche est l'aéroport international de Genève, situé à 65 kilomètres. L'aérodrome d'Annemasse est situé à 55 kilomètres de Saint-Gingolph.

## Tourisme
Depuis 2017, Saint-Gingolph possède un office de tourisme et une entité de promotion franco-suisse, baptisé Saint-Gingolph Promotion Évènements. Le slogan de la destination est : « L'accord parfait ! ».
Le parc de loisirs Léman Forest, ses 9 parcours accrobranche et son laser-game extérieur, est un acteur important de la vie touristique du village. Il possède la particularité d'avoir des ateliers dans des arbres des deux côtés de la frontière.
Les 4 plages gratuites, dont une surveillée, et les courts de tennis constituent également des atouts pour le tourisme gingolais.

### Tourisme d'itinérance
La destination mise également beaucoup sur le tourisme d'itinérance et doux, et souhaite devenir une référence en la matière.
Saint-Gingolph est une étape de la Véloroute du Rhône (ViaRhôna en France) et du Sentier de grande randonnée 5, deux itinéraires majeurs, l'un cyclable, l'autre pédestre, qui permettent notamment de relier la mer Méditerranée. Le village est la 34e et dernière étape du Chemin des cols alpins (6) qui part de Coire dans les Grisons. S'ajoute à cela le départ d'une branche du sentier de Compostelle et celui du GRP Littoral du Léman mis en place au printemps 2020.

## Patrimoine

### Musée des Traditions et des Barques du Léman
Le musée des Traditions et des Barques du Léman est installé dans le château de Saint-Gingolph. Il retrace les grandes lignes de la vie villageoise, ainsi que 5 siècles de navigation marchande sur le Léman, par le biais de 33 maquettes de barques du Léman réalisées par les habitants eux-mêmes.
Le château est lui-même est classé biens culturels d'importance régionale.

### Parcours «À saute-frontière»
Le parcours « À saute-frontière » est un parcours didactique qui est totalement opérationnel depuis le printemps 2018. Il suit un cheminement dans le village, et s'appuie sur le grand paysage comme support. 6 belvédères et 12 totems intermédiaires renseignent le visiteur sur une facette spécifique du village : les transports, le commerce, les événements de la Seconde Guerre mondiale. Parallèlement, une application mobile fournit des contenus multimédias supplémentaires.

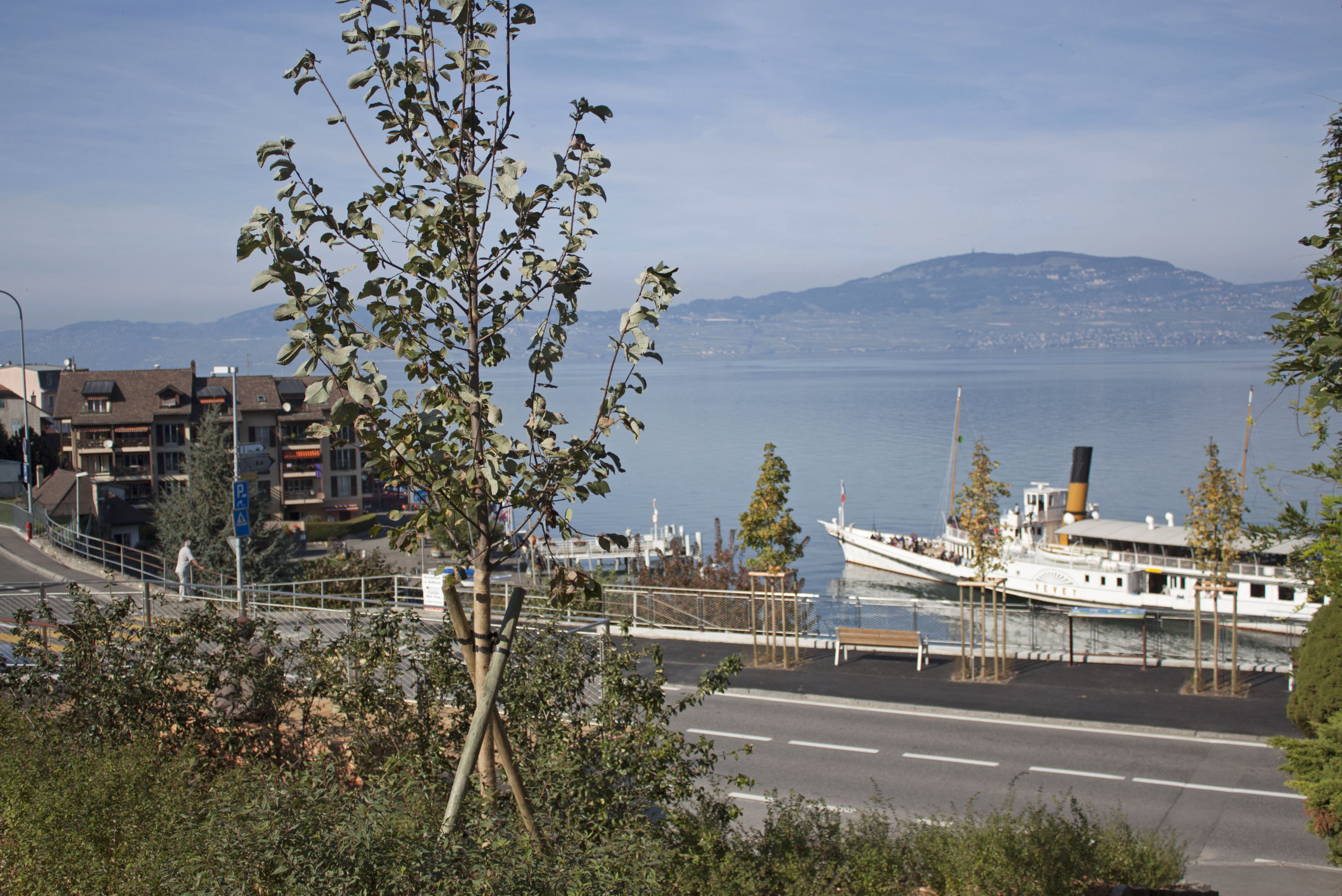
La Terrasse des Voiles, de la Route, et du Rail, est consacrée aux transports.
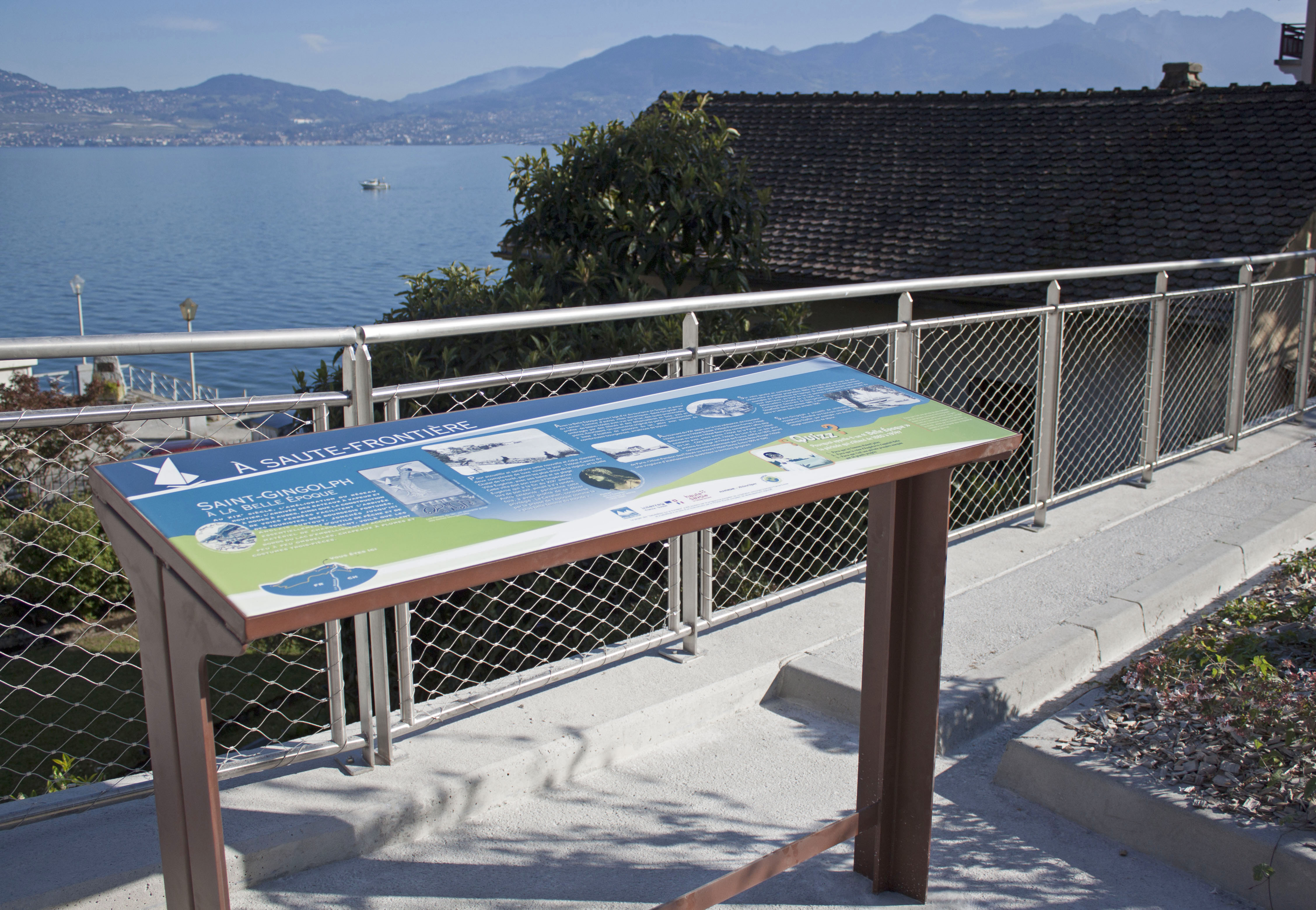
Le belvédère des Hôtels 1900.
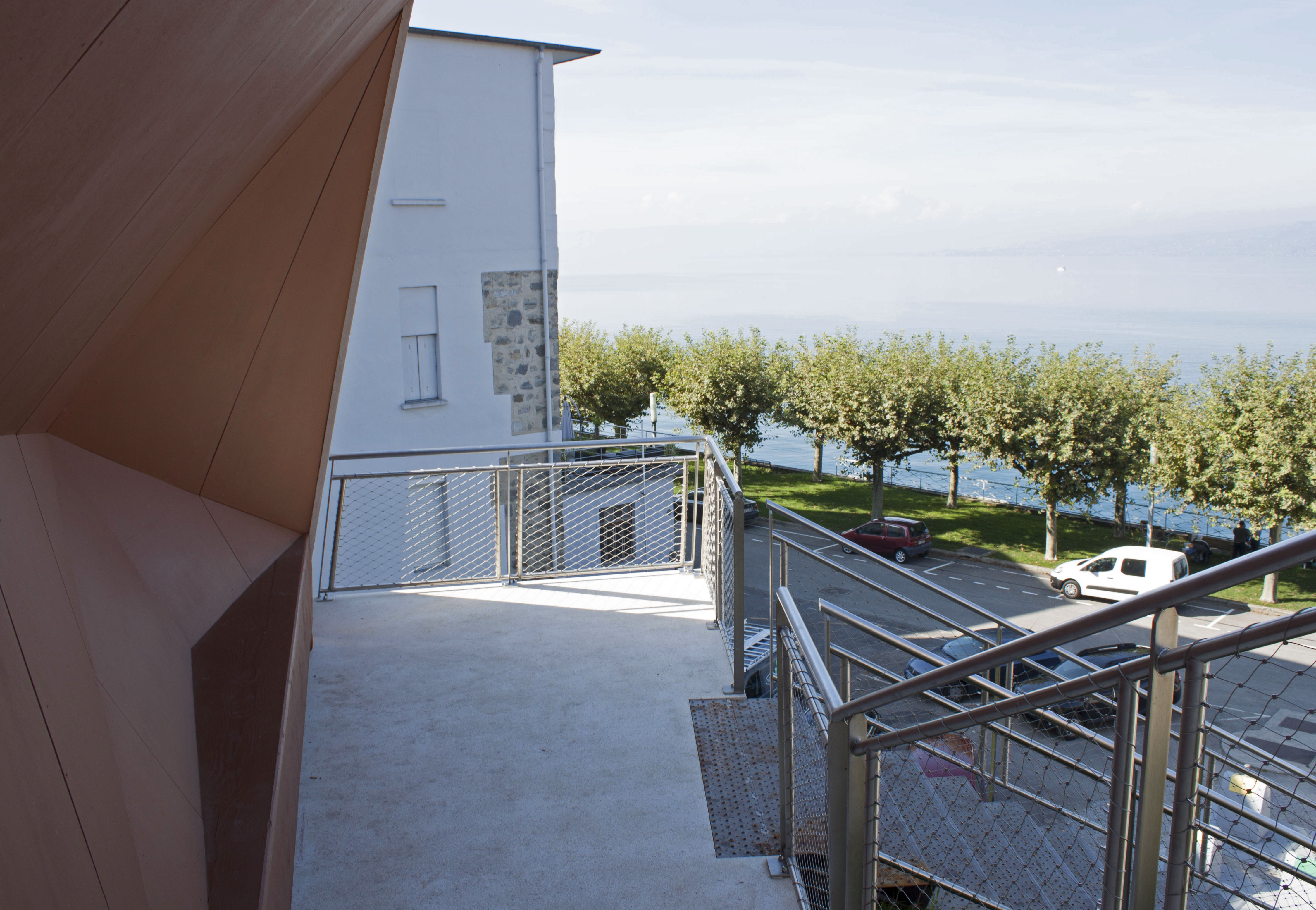
Le belvédère de Lavaux, avec sa vue sur le vignoble du même nom.

## Vie culturelle et associative

### Événements culturels et festivités
Les principaux événements gingolais sont :
- Le Carnarioule (trois jours de festivités à l'occasion du Carnaval) ;
- Les marchés franco-suisses les derniers samedis de juin, juillet et août ;
- La Fête nationale française (14 juillet) cortège et bal populaire ;
- La Fête nationale suisse (1er août), cortège et feux d'artifice ;
- La Fête de la Châtaigne (2e week-end d'octobre) ;
- Les concerts de la fanfare (Noël et avril).

### Vie associative
Un grand nombre d'associations sont recensées à Saint-Gingolph, et elles ont presque toute la particularité d'être franco-suisses et de compter ainsi des adhérents de chaque côté de la frontière. La liste complète de ces associations ainsi que leur présentation est disponible sur le site de l'office de tourisme.